# 羽柴修
羽柴 修（はしば おさむ、1949年3月14日 - ）は、日本の弁護士。

## 概要
岐阜県瑞浪市出身、岐阜県立多治見北高等学校卒業、新潟大学人文学部法律学科卒業。1975年4月神戸弁護士会弁護士登録。兵庫県弁護士九条の会事務局長で安倍内閣の目指していたオスプレイ配備、集団的自衛権、特定秘密の保護に関する法律などに反対の立場であった。九条の心ネットワーク代表でもあり、2016年5月には神戸で大規模な憲法集会を開催。これはこれまで別々に活動をしてきた全国労働組合総連合加盟の兵庫労連と日本教職員組合加盟の兵教組が初めて一緒に集会の実行委員会を結成して共同で活動するというものであった。

### 神戸連続児童殺傷事件での活動
神戸連続児童殺傷事件の加害者の家族を支え続けている人物でもあった。事件当時の肩書きは、兵庫県弁護士会刑事弁護センター委員長。事件当初は少年の犯行に対して懐疑的であった。しかし、淡々とした少年の態度、被害男児の頭部の絵、イマジナリーフレンドの存在などから、これまでの子供たちとは違う闇の深さを感じ、審理開始前に犯行を確信。加害者家族の生活や、被害者遺族への橋渡しや、絶縁となっていた加害者親子の関係を修復しようとする活動などをほぼ無償で行ってきた。
絶歌が出版されるまでは加害者と被害者の両親が羽柴修の弁護士事務所で年一度に面会する関係にまでなっていた。そして被害者の母親は加害者に一度会ってもいいと言うまでになっていた。だが絶歌が出版されたことで被害者遺族は激怒、それまでに加害者から届いた手紙を全て捨てた。被害者の母親は、加害者とは関わりたくないとして、2017年6月に癌で死去した。絶歌出版前の被害者両親の談話では本当にここまでできたのかと思われるくらい評価されていたものの、絶歌が出版されたことでこれまで築き上げてきたものが全て壊れてしまったとした。

## 著書（共著）
- 鳥越俊太郎、羽柴修、小山乃里子ら「戦争は秘密から始まる 稀代の悪法「秘密保護法」を許さない」日本機関紙出版センター　2014年 ISBN 978-4889009057